# Peugeot 205
Peugeot 205 (укр. Пежо 205) — автомобіль малого класу (сегмент B) французької компанії Peugeot. Випускався з 1983 по 1998 роки, замінений на Peugeot 206. За цей час було продано понад 5 млн екземплярів, що склало рекорд Peugeot, побити який змогла тільки модель під індексом «206».

## Характеристика
Пежо 205 - був одним з найпопулярніших в Європі автомобілів свого класу. Це 5-місний компактний передньопривідний хетчбек довжиною 3,72 м. На машину встановлювалися двигуни від 954 до 1905 см3. У лютому 1986 року вийшла версія з кузовом кабріолет, автоматичною КПП. Версія GTi 1.9 з бензиновим двигуном 1905 см3 (130 к.с.). У Франції випуск 205-го завершено в 1997 році і з одночасним скороченням гами двигунів (до бензинового 1,4 л (75 к.с.) і дизеля 1,8 л (58 к.с.) виробництво перенесено до Іспанії, де і завершилося в 1998 році.

## Історія
До 205 Peugeot вважався найбільш консервативним з «великої трійки» виробників автомобілів Франції, виробляючи великі седани, такі як 504 і 505, хоча він вийшов на сучасний ринок суперміні в 1973 році з Peugeot 104. Генезис 205 лежав в рамках поглинання Peugeot у 1978 році європейських підрозділів Chrysler Simca та колишньої Rootes Group, яка мала необхідний досвід у виробництві малих автомобілів, включаючи Simca 1100 у Франції та Hillman Imp у Британії. Приблизно в цей час компанія Peugeot почала працювати над розробкою нового суперміні для 1980-х років.
Він був запущений 24 лютого 1983 року та був запущений у кузові з правим кермом для ринку Великої Британії у вересні того ж року. Невдовзі після випуску на ринок Fiat Uno такого ж розміру ледь переміг його в нагороді «Європейський автомобіль року» в 1984 році, але зрештою (за словами організаторів нагородження) він мав кращий імідж і довше мав високий попит на ринку, ніж його італійський конкурент. Це був один із п’яти важливих малих автомобілів, які вийшли на європейський ринок протягом року один від одного: інші чотири були Uno, Ford Fiesta другого покоління, оригінальний Opel Corsa (продається як Vauxhall Nova на британському ринку) та оригінальний Nissan Micra. Його запуск також слідував за випуском Austin Metro та Volkswagen Polo Mk2.
Стиль 205 часто вважається розробкою Pininfarina, хоча Джерард Велтер стверджує, що це власний дизайн; Pininfarina лише стилізувала кабріолет. Його часто називають автомобілем, який перевернув долю Peugeot. Спочатку він випускався в кузові п'ятидверний хетчбек, але рік по тому почалася збірка трьохдверної версії, а в 1986 році дебютував і кабріолет.
Повністю незалежна підвіска використовувала стандартну компоновку PSA Peugeot Citroën, яка дебютувала в універсалі Peugeot 305. Ключовою складовою успіху 205 були стійки Макферсона спереду та продольні важелі з торсіонами ззаду. Задня підвіска була дуже компактною, сконструйованою для мінімізації втручання підвіски в багажник, забезпечуючи широкий плоский вантажний простір, водночас забезпечуючи чудову їзду та керованість.
У перших моделях 205 використовувався бензиновий двигун X від старішого Peugeot 104, хоча пізніше (1987–1988) їх замінили на новіші двигуни серій XU та TU, які були розроблені PSA. Двигуни мали робочий об’єм від 954 до 1905 см3, у версіях з карбюратором або інжектором.
Дизельні моделі використовували двигун PSA XUD, взятий від Citroën BX, який був представлений у вересні 1982 року. Ці двигуни мали об’єм 1769 см3 (XUD7) і 1905 см3 (XUD9) і тісно пов’язані з бензиновими двигунами XU5 і XU9 у BX16 і BX19 того часу. Дизельні двигуни були кращими у світі та настільки схожі на бензинові, що багато покупців були підкорені продуктивністю бензинових автомобілів у поєднанні з економічністю дизеля. Наприклад, 205 GRD (1,8 дизельний двигун, 59 к.с. (44 кВт), 78 фунт⋅футів (105,8 Н·м)) був таким же швидким, але плавнішим, ніж 205 GR (1,4 бензиновий, 59 к.с. (44 кВт)), 78 фунт⋅футів (105,8 Н⋅м)), завдяки тому, що двигун розвиває максимальний крутний момент на значно нижчих обертах за хвилину, споживаючи при цьому набагато менше палива.
Існували різні версії, призначені для комерційного використання, наприклад, двомісний XA-серії. Був також «205 Multi», спеціальна версія з високим кузовом на базі XA або XE, створена незалежними виробниками кузовів, такими як Gruau і Durisotti. Gruau назвав свою двомісну версію на базі XA "VU", а п'ятимісну версію на базі XE назвали "VP". Durisotti почав будувати 205 Multi у 1986 році; він отримав назву "205 Multi New Look".
В 1989 році Peugeot 205 пережив рестайлінг, а ще через шість років компанія починає згортати його виробництво.
В 1998 році відбулася презентація моделі Peugeot 206, що змінила Peugeot 205.

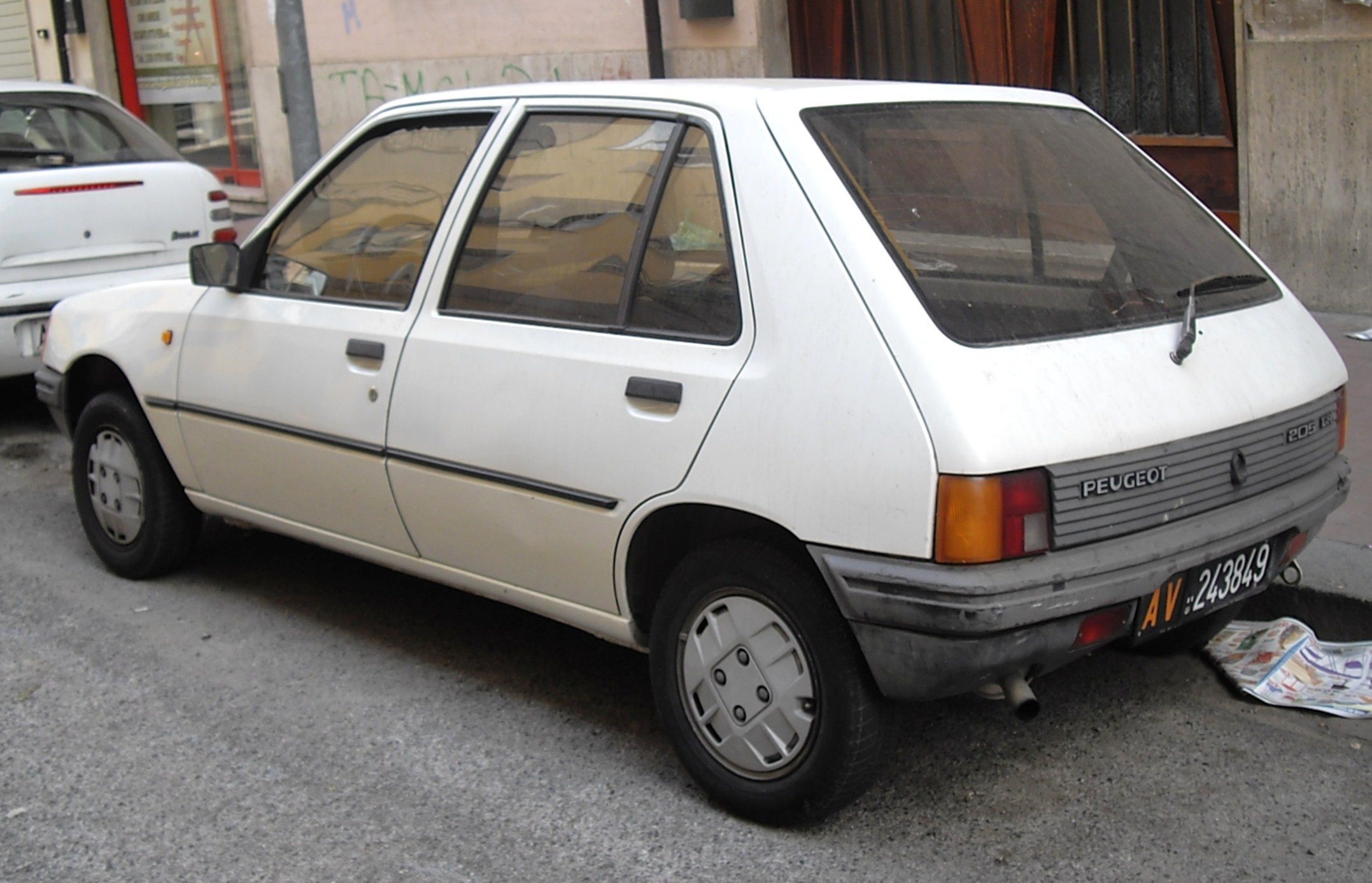
Peugeot 205 (1983—1990)
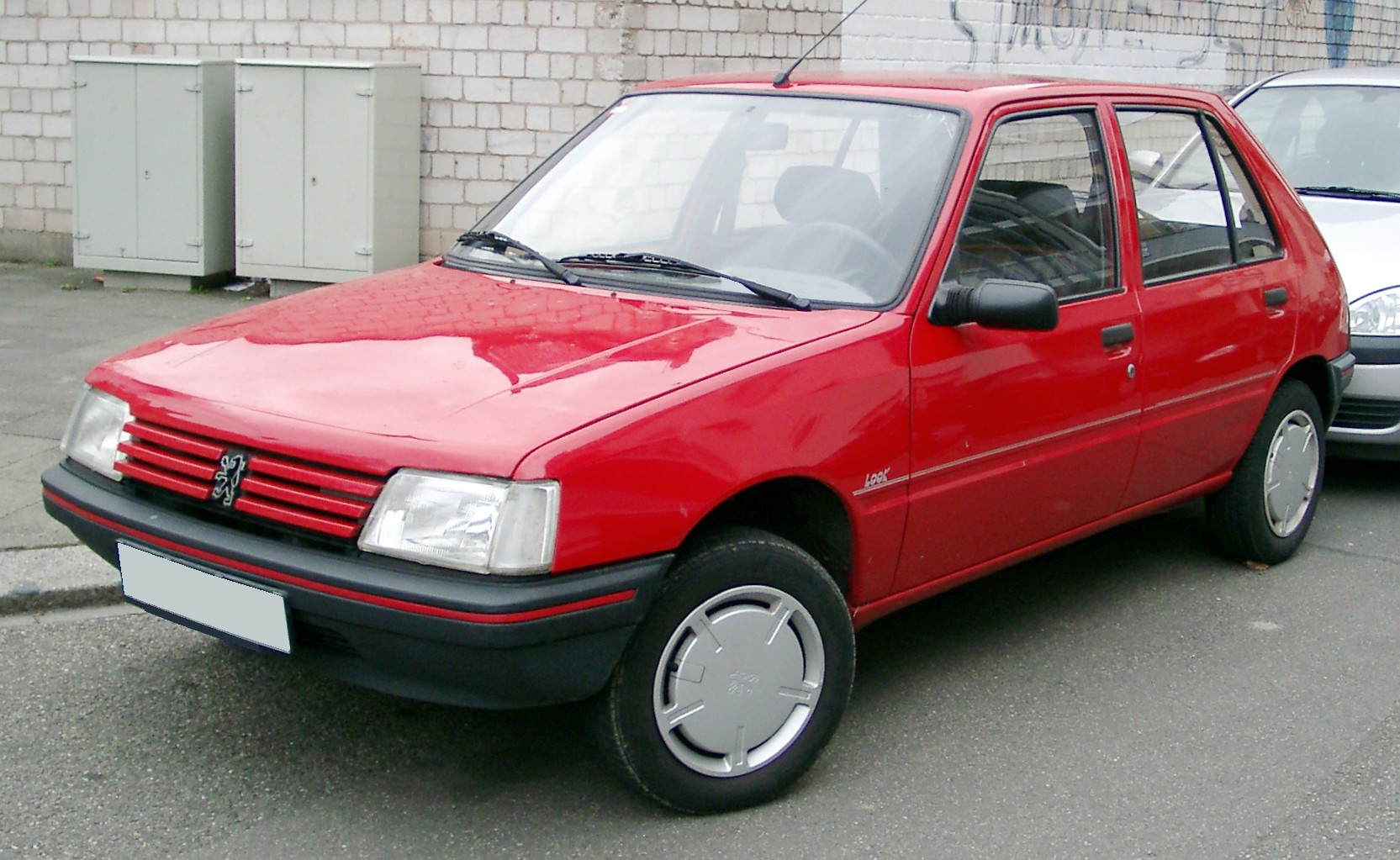
Peugeot 205 (1990—1998)
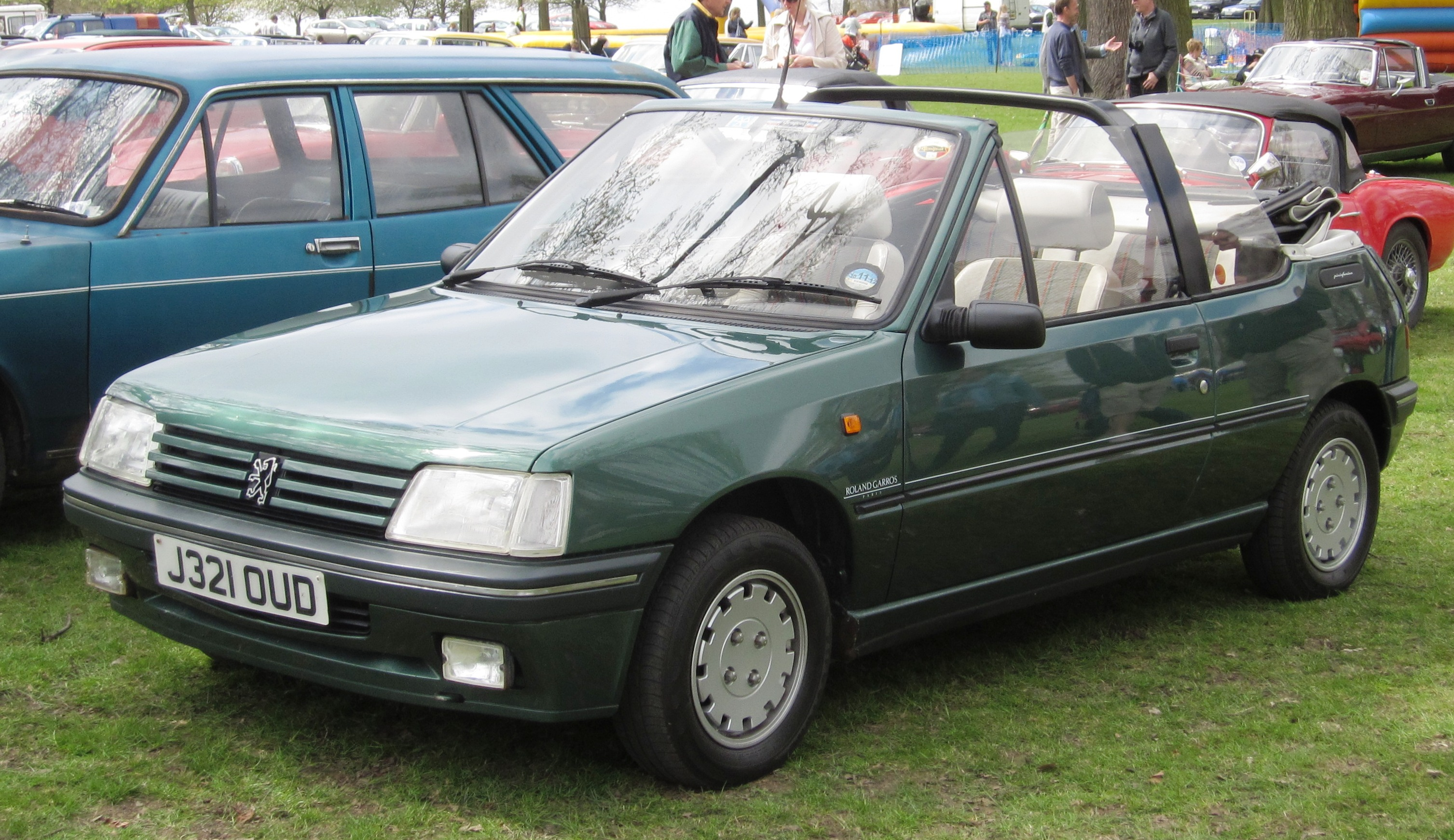
Peugeot 205 Cabriolet
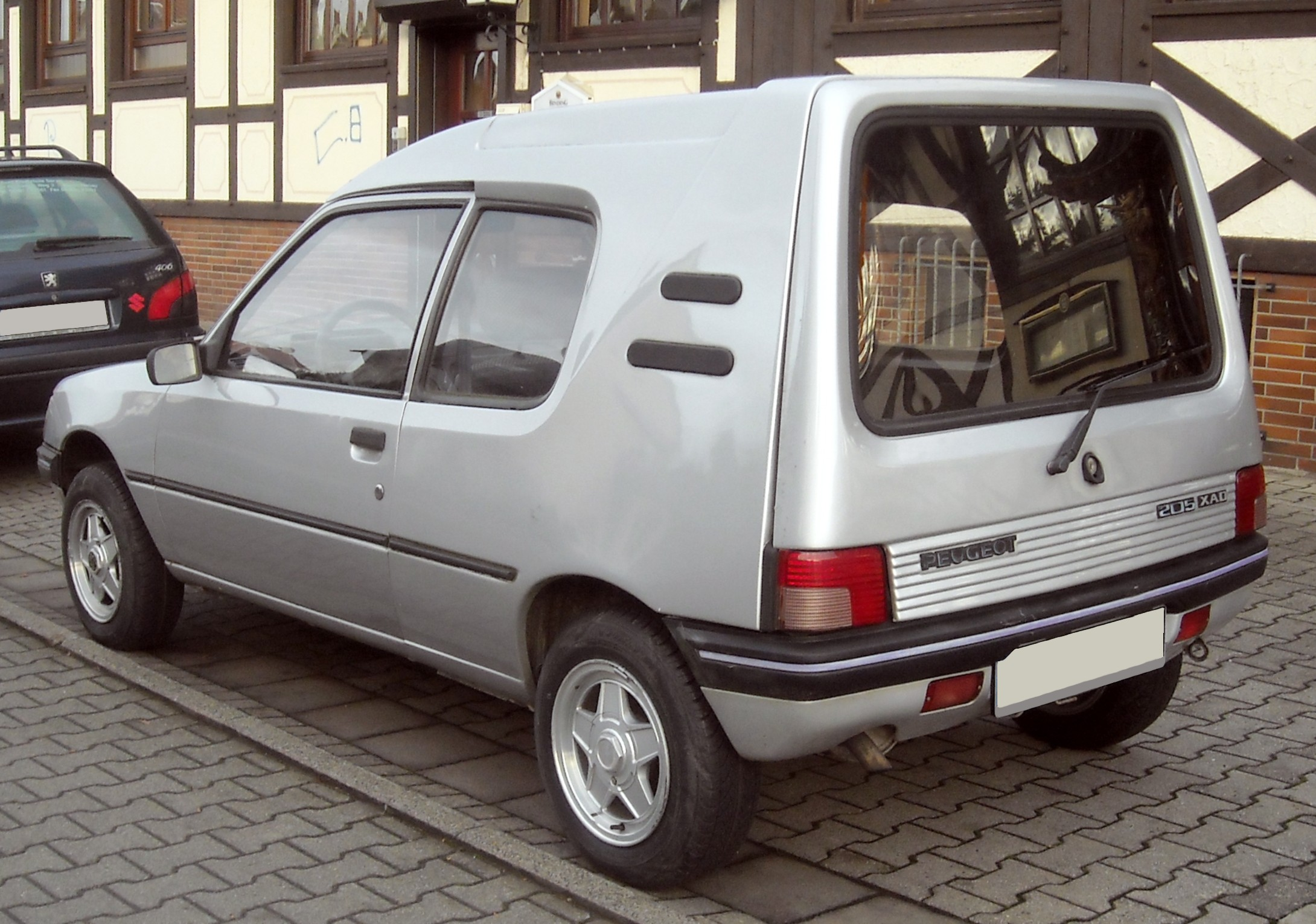
Peugeot 205 XAD
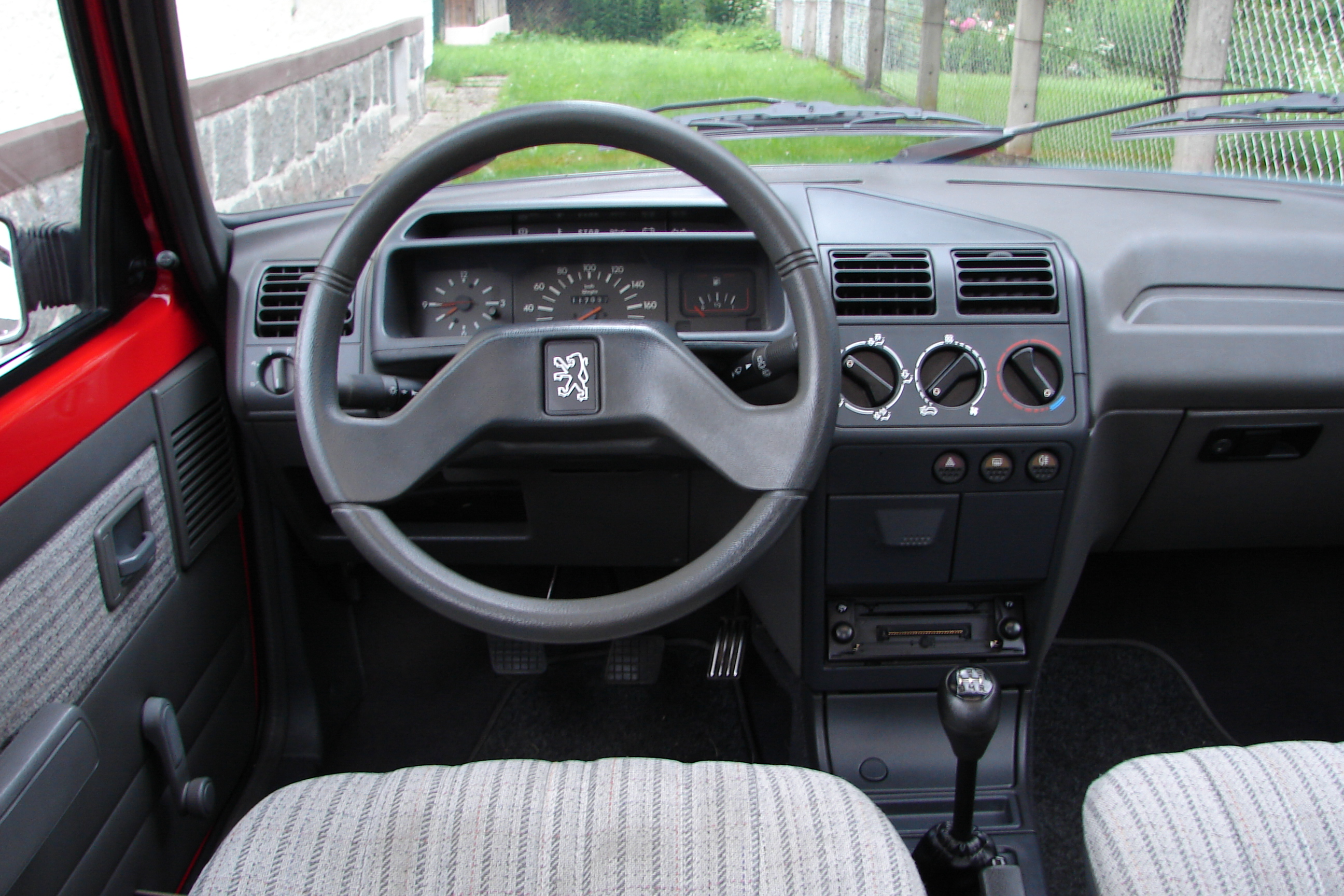

## Двигуни
| Двигун                | Модель                                                                              | Об'єм (см³) | Потужність кВт (к.с.) | Код двигуна | Роки випуску        | V-макс.          | 0-100 км/год | Вага         |
| Бензинові             | Бензинові                                                                           | Бензинові   | Бензинові             | Бензинові   | Бензинові           | Бензинові        | Бензинові    | Бензинові    |
| --------------------- | ----------------------------------------------------------------------------------- | ----------- | --------------------- | ----------- | ------------------- | ---------------- | ------------ | ------------ |
| 1.0                   |                                                                                     | 954         | 31 (42)               | XV8         | 11/86–09/87         |                  |              |              |
| 1.0                   |                                                                                     | 954         | 33 (45)               | XV8         | 09/83–10/86         |                  |              |              |
| 1.1                   |                                                                                     | 1124        | 36 (49)               | XW7         | 01/86–09/88         |                  |              |              |
| 1.1                   |                                                                                     | 1124        | 37 (50)               | XW7         | 09/83–12/85         |                  |              |              |
| 1.1                   |                                                                                     | 1124        | 40 (55)               | TU1         | 09/88–09/89         |                  |              |              |
| 1.1                   |                                                                                     | 1124        | 44 (60)               | TU1M        | 09/89–06/96 - G-KAT | 164 км/год       | 13,9 с       | 790 кг       |
| 1.3                   | 205 Rallye 1.3                                                                      | 1294        | 74 (101)              | TU2.4A      | 03/88–12/90         |                  |              |              |
| 1.4                   |                                                                                     | 1360        | 44 (60)               | XY7         | 09/83–03/89         |                  |              |              |
| 1.4                   | 205 CJ G-KAT                                                                        | 1360        | 44 (60)               | TU3CP       | 09/88–08/89         |                  |              |              |
| 1.4                   |                                                                                     | 1360        | 49 (67)               | TU3A        | 04/89–08/89         |                  |              |              |
| 1.4                   | 205 XS / GT / CJ / Green /Roland Garros G-KAT                                       | 1360        | 55 (75)               | TU3M        | 09/88–06/96         | 175 км/год       | 10,6 с       | 850 кг       |
| 1.4                   | 205 XS / GT / CT                                                                    | 1360        | 58 (79)               | XY8         | 01/86–03/89         |                  |              |              |
| 1.4                   | 205 XS / GT / CT                                                                    | 1360        | 59 (80)               | XY8         | 09/83–12/85         |                  |              |              |
| 1.4                   | 205 XS / GT / CT                                                                    | 1360        | 62 (84)               | TU3S        | 04/89–08/89         |                  |              |              |
| 1.6                   | 205 Automatic 1.6                                                                   | 1580        | 55 (75)               | XU51C       | 09/86–08/89         |                  |              |              |
| 1.6                   | 205 Automatic 1.6 + 205 XS90 G-KAT                                                  | 1580        | 65 (89)               | XU5M3Z      | 09/91–06/96         | 167 км/год       | 14 с         | 880 кг       |
| 1.6                   | 205 GTI 1.6 "105 PS"                                                                | 1580        | 76 (104)              | XU5J        | 09/83–10/85         | 193 км/год       | 8,6 с        | 850 кг       |
| 1.6                   | 205 GTI 1.6 "105 PS" Puls-Air                                                       | 1580        | 76 (104)              | XU5J1       | 11/85–08/89         |                  |              |              |
| 1.6                   | 205 GTI 1.6 "115 PS" / CTI 1.6 "115 PS"                                             | 1580        | 83 (113)              | XU5JA       | 11/85–02/92         |                  |              |              |
| 1.8                   | Peugeot 205 T16 "200 PS"                                                            | 1775        | 148 (200)             | XU8 T       | 1984                | 209 км/год       | 6 с          | 1145 кг      |
| 1.9                   | 205 GTI 1.9 "105 PS" / CTI 1.9 "105 PS" / Rallye 1.9 / Gentry / Automatic 1.9 G-KAT | 1905        | 75 (102)              | XU9J1       | 03/86–12/94         |                  |              |              |
| 1.9                   | 205 GTI 1.9 "120 PS" G-KAT                                                          | 1905        | 88 (120)              | XU9JAZ      | 09/88–08/95         | 202 км/год       | 8,5 с        | 880 кг       |
| 1.9                   | 205 GTI 1.9 "130 PS"                                                                | 1905        | 94 (128)              | XU9JA       | 09/86–02/92         | 208 км/год       | 7,6 с        | 875 кг       |
| Дизельні              |                                                                                     |             |                       |             |                     |                  |              |              |
| 1.7 Diesel            | 205 GLD, GRD, SRD                                                                   | 1769        | 44 (60)               | XUD7        | 09/83–08/89         | 155 км/год (GRD) | 15,1 с (GRD) | 930 кг (GRD) |
| 1.8 XTD (Turbodiesel) | 205 DTurbo                                                                          | 1769        | 58 (79)               | XUD7T       | 1990–1998           | 175 км/год       | 12,2 с       | 925 кг       |
| 1.9 Diesel            | 205 XSD/XRD                                                                         | 1905        | 47 (64)               | XUD9Y       | 1987–1998           |                  |              |              |

## 205 GTI

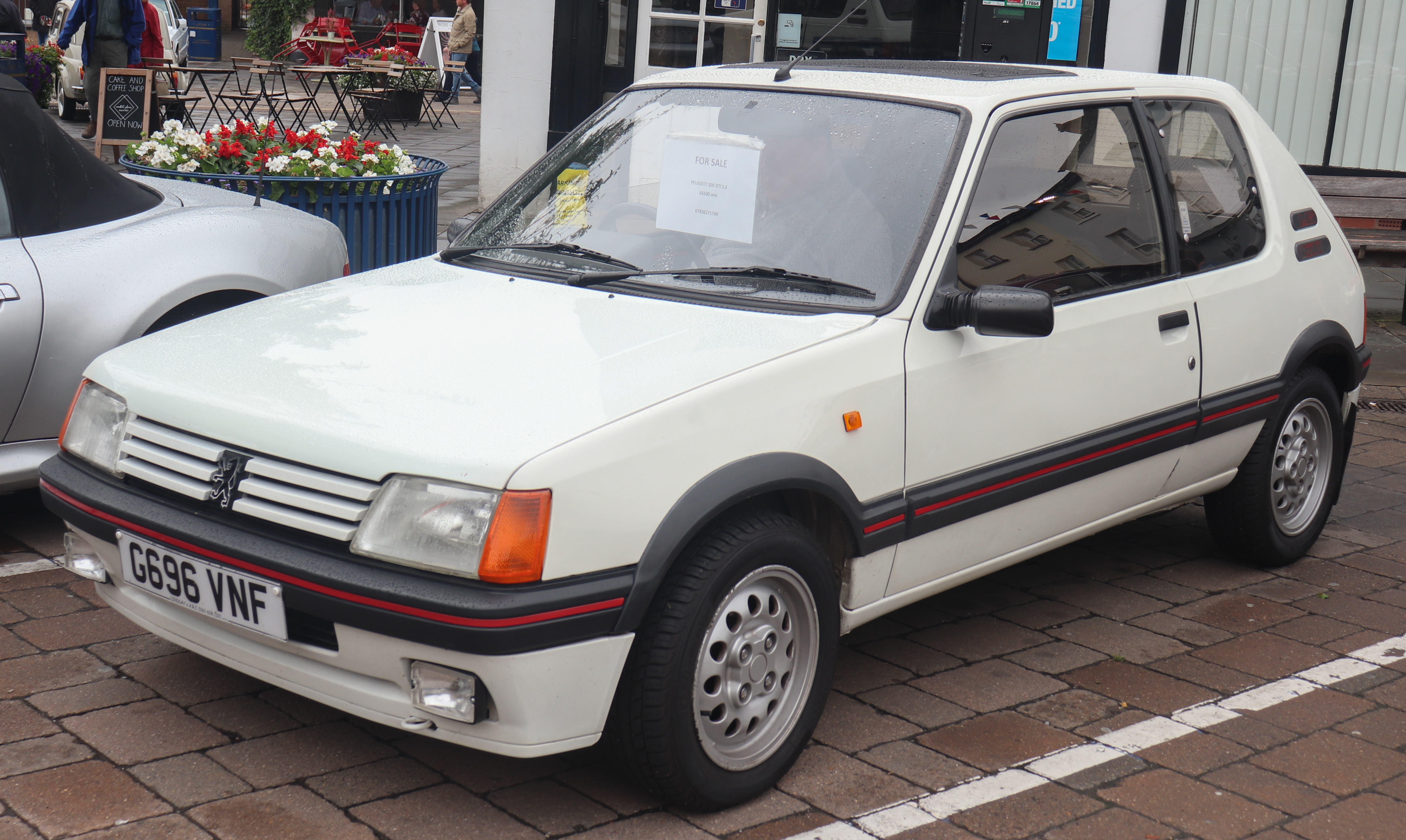
Peugeot 205 GTi 1.6 1990

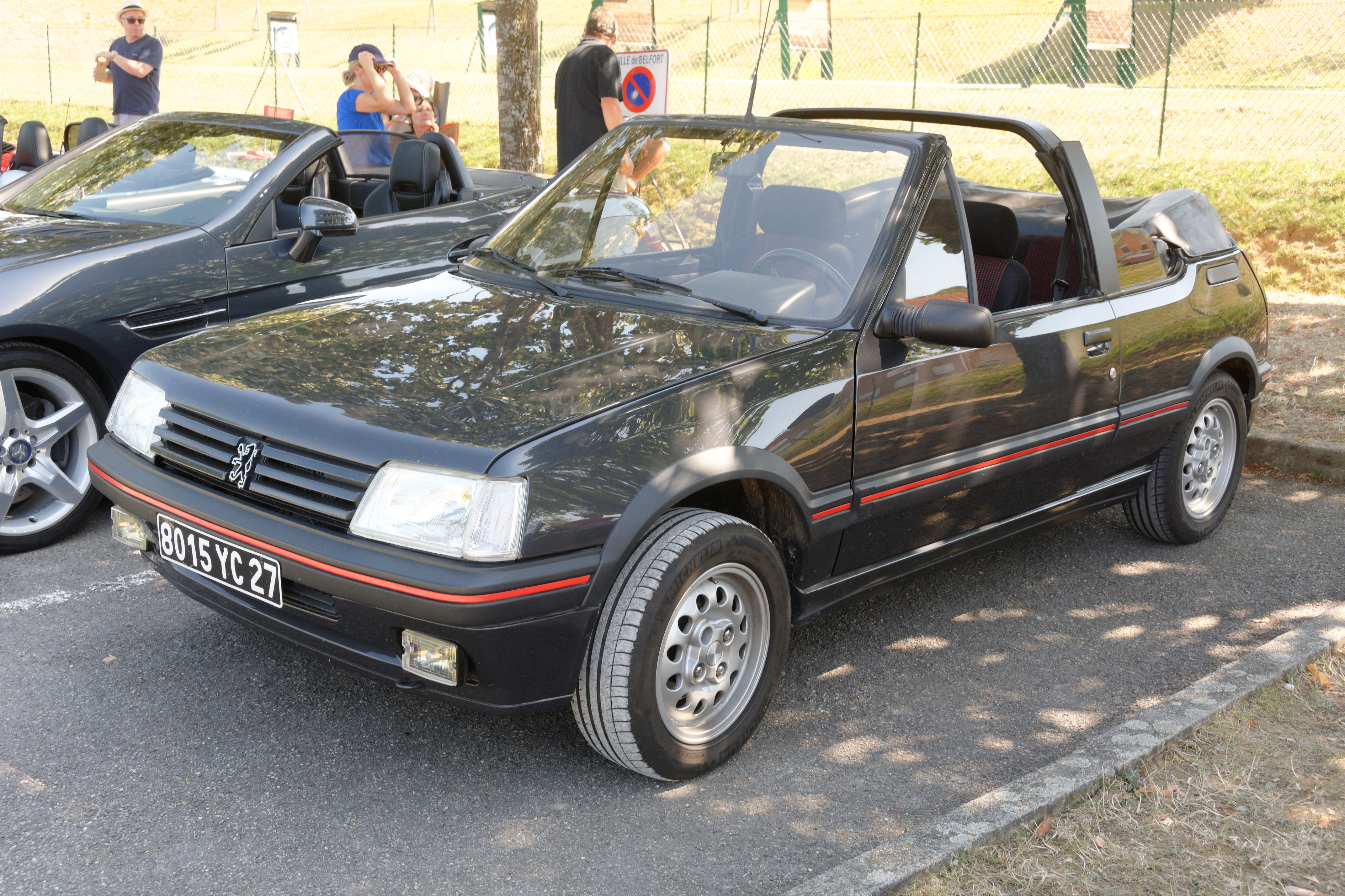
Peugeot 205 CTi

1 березня 1984 року компанія Peugeot вирішила випустити версію 205 GTI. Автомобіль був доступний з двигуном 1.6 XU5J потужністю 105 к.с., лише з тридверним кузовом, що мав пластикові розширювачі крил, молдинги та бампери з червоною окантовкою, логотипами «1,6» і «GTI», додаткові фари в передньому бампері, вентильовані передні дискові гальма, великі задні барабани, тканинні ковшеподібні сидіння, додаткові електросклопідйомники та характерний червоний килим.
У конструкторському бюро Peugeot випустили 115-сильну версію 1.6 XU5JA у 1986 році та 1.9 XU9JA на 130 кінських сил у грудні того ж року. З грудня 1984 року спортивне відділення Peugeot (Peugeot Talbot Sport) запропонувало модифікацію двигуна для 1.6 за 15 000 франків, яка мала бути встановлена дилером або агентом, під назвою «PTS» kit4. Цей комплект пропонує: нову головку блоку циліндрів, новий розподільний вал і модифіковані клапани для збільшення від 105 до 125 к.с. Річна гарантія на запчастини та роботу доступна, якщо комплект встановлено в майстернях мережі Peugeot Talbot. Механік також встановлює табличку із зазначенням схвалення комплекту.
Цей комплект також буде доступний для версій 115 к.с. XU5JA (випущених у грудні 1986 р.), але він швидко застаріє, тому що 1.9 XU9JA, що пропонує 130 к.с., більш цікавий. Насправді невідомо, скільки комплектів було встановлено, оскільки вони були встановлені не на заводі, а модернізовані.
Існував також комплект подвійних фар з дистанційними індикаторами в щитку (який потребував різання), запропонований спеціально з цим комплектом PTS, що дозволяло розпізнавати обладнані версії.
На Паризькому автосалоні у вересні 1986 року був представлений новий 205 GTI: 1.9. Двигун XU9JA, 1905 см3, 130 к.с., 164 Нм. Він повинен відповідати очікуванням ентузіастів завдяки значно покращеній продуктивності та великому об’єму двигуна. Він має задню вісь з дисковими гальмами, а також передню вісь, як і раніше трикутну, але з більшими дисками, ніж у версії 1,6 л. Це стосується 15-дюймових дисків із дуже характерним зовнішнім виглядом, відмінним від дисків 1,65. Очевидно, логотип «1.9» з’являється на задній стійці, кермі та шкіряному важелі коробки передач, сидіння в напівшкіряній версії.
Інтер’єр «фази 1» найперших 1.9 був швидко замінений на «фазу 2» (те саме для 1.6 115 к.с.) у vintage 88 (липень 1987). Незважаючи на свою трохи більшу вагу, двигун 1,9 є монстром гнучкості та забезпечує чудову еластичність. Незабаром після липня 1992 року 1.9 перейшов зі 130 до 122 к.с. після каталізації та зменшення ступеня стиснення для сумісності з 95 неетилованим бензином; останні 130 к.с. були продані в жовтні 1992 року.
Було доступно кілька спеціальних версій: «Grand Prix», «Sport», «Top Line», «Magic», «Australia», «Gentry» (який насправді не є GTI) і одна з найпопулярніших версій затребуваний: "Griffe" з його кольором "Fluorite Green" і колісними дисками 1.9 антрацитового кольору.
До речі, Peugeot 205 GTI був улюбленим автомобілем корсиканських сепаратистів, які їздили на острові краси через його потужність, швидкість і маневреність.

## 205 Turbo 16

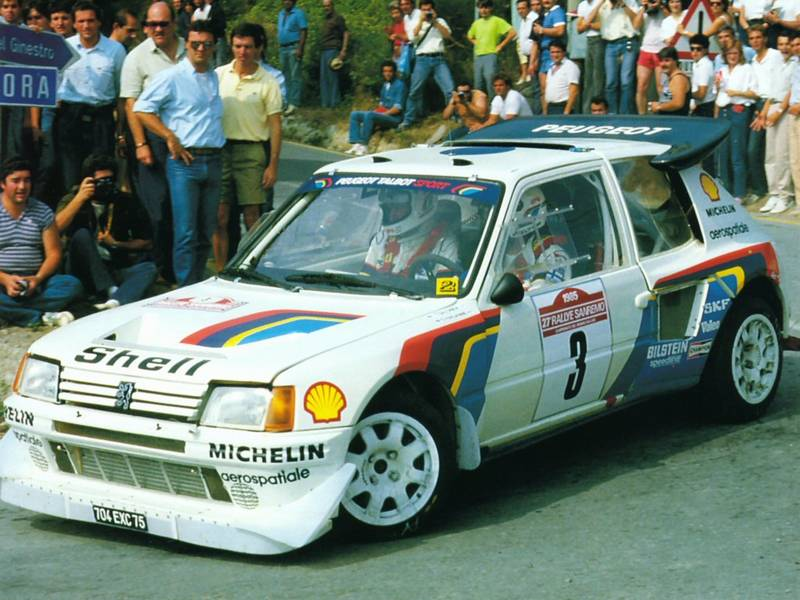
Peugeot 205 Turbo 16

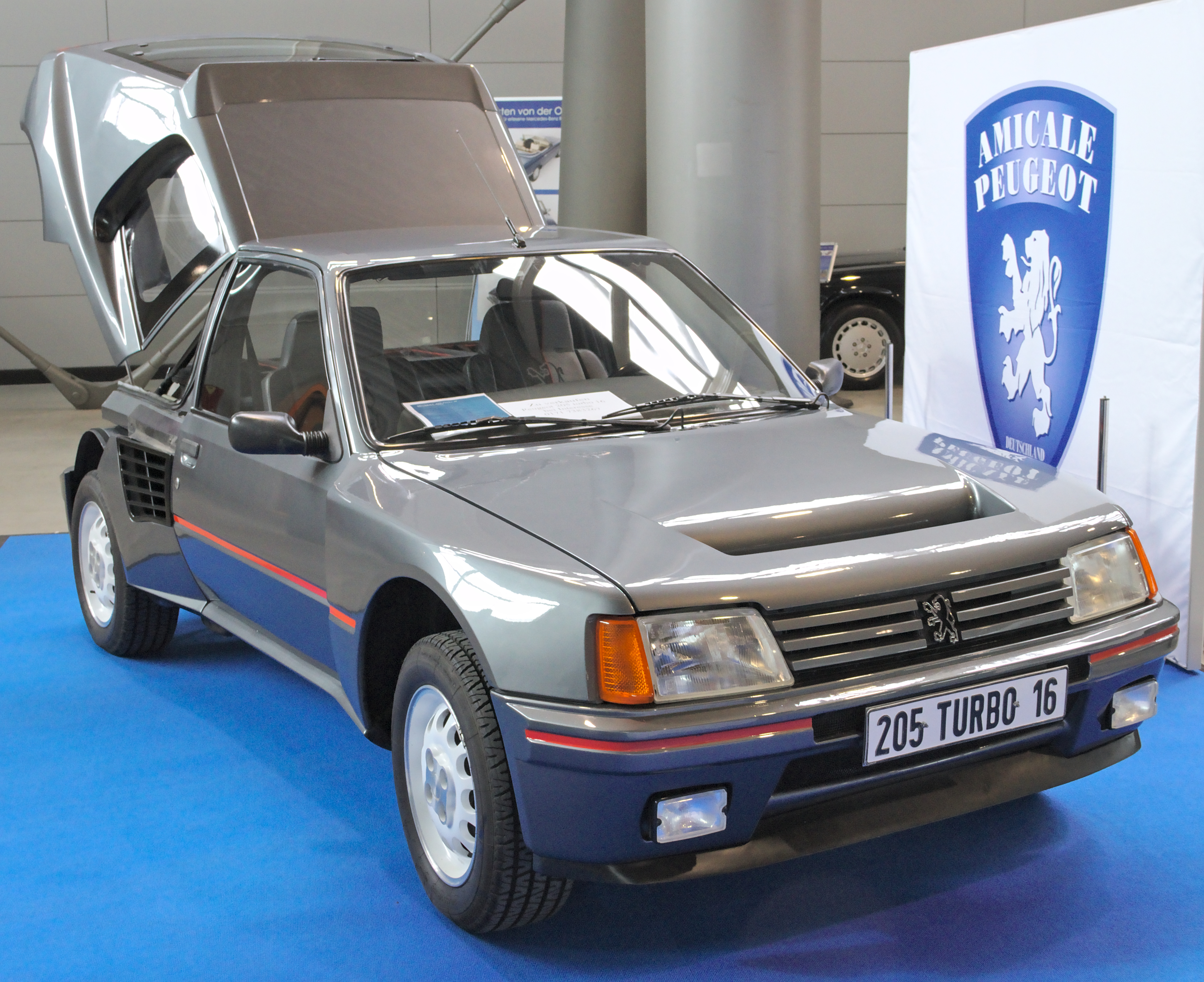
Серійний Peugeot 205 Turbo 16

Peugeot 205 був популярний в Європі, крім того, став основою для легендарного ралійного боліду групи B. У 1985 році екіпаж заводської команди виграв на омологованому Peugeot 205 Turbo 16 Чемпіонат світу з ралі. У 1986 році гонщики повторюють свій успіх. Основними конкурентами моделі були Ford RS200 та Audi Sport quattro.
З 1987 по 1990 рік французи виграють усі марафони Париж - Дакар. У 1987 році Арі Ватанен навіть наважився на підкорення висоти, взявши участь у змаганнях Pikes.
Повноприводний ралійний автомобіль отримав центральне розміщення двигуна, шасі з кодом B262, та двигун 1.8 л XU8T І4, який в версії Évolution 1 розвивав потужність 365 к.с., в версії Évolution 2: 530 к.с., а для гонки
Pikes Peak: 550 к.с.
Для вимог ралі французи виготовили 200 автомобілів Peugeot 205 Turbo 16 для доріг загального користування з дефорсованим двигуном 1.8 л XU8T І4 потужністю 200 к.с. крутним моментом 255 Нм. Автомобіль розганявся від 0 до 100 км/год за 6.8 с і розвивав максимальну швидкість 214 км/год.